# Sosbun Brakk
Der Sosbun Brakk ist ein Berg im Karakorum im pakistanischen Sonderterritorium Gilgit-Baltistan.
Der Sosbun Brakk besitzt eine Höhe von 6413 m und befindet sich südlich des Biafogletschers. Der Berg ist gemeinsam mit dem 55 km weiter westlich gelegenen Spantik namensgebend für die Spantik-Sosbun-Berge.

## Besteigungsgeschichte
Im Jahr 1976 gab es einen Besteigungsversuch einer deutschen Expedition.
Schließlich gelang einer 4-köpfigen japanischen Expedition im Jahr 1981 die Erstbesteigung über den Südwestgrat von Süden her. Am 4. Juli 1981 erreichten Hisao Hashimoto und Norichika Matsumoto den Gipfel.